# Fürstenplatz (Berlin)
Der Fürstenplatz ist ein Platz in Berlin-Westend im Bezirk Charlottenburg-Wilmersdorf, in der Nähe des Heinz-Berggruen-Gymnasiums und des Theodor-Heuss-Platzes. Die Namensgebung bezieht sich auf den Titel Fürst. Die Straßen in der Umgebung sind nach den Ländern des am 18. Januar 1871 proklamierten Deutschen Kaiserreichs benannt.

## Geschichte
Der Platz wurde 1907 als Rasenplatz mit Gehölzgruppen angelegt. Am 24. April 1908 wurde er nach dem Titel Fürst benannt. Der Name ist erstmals 1908 im Adressbuch gelistet. Im Jahre 1949 folgte eine Umgestaltung durch Walter Hilzheimer mit abgetrenntem Fußballspielplatz.

## Beschreibung
Der als Blockplatz angelegte Fürstenplatz wird durch seine große Rasenfläche charakterisiert. Akzentuiert wird das mittlere Rasenkompartiment durch eine Steinmauer in der Mitte. In die Rasenflächen gliedern sich mehrere Verbindungswege, die mit Sitzgelegenheiten bestückt sind. Die charakterisierende Rasenfläche wird durch Randbegrünung an den äußeren Kieswegen nach innen eingerahmt und nach außen zu den Straßenflächen abgeschirmt. Am südwestlichen Ende des Blockplatzes befindet sich ein 1949 hinzugefügter Spielplatz mit angrenzendem Fußballplatz. Der Spielplatz besteht aus einer Spielkombination mit Rutschen und Klettermöglichkeiten auf einer angelegten Sandfläche unter den vorhandenen Laubbäumen. Zwischen dem abgrenzenden Kiesweg von der Rasenfläche zu dem Spielplatz und dem Fußballplatz befinden sich seitlich zudem zwei Tischtennisplatten.

## Gedenken
Am Fürstenplatz, an der südwestlichen Häuserfassade ausgehend vom Fürstenplatz, erinnert eine Gedenktafel an die Schauspielerin Carola Neher.
| Datierung | Bild | Inschrift | Anmerkung |
| --------- | ---- | --- | --- |
| 7.12.2017 |      | »Wir Schauspielerinnen sind erst auf der Bühne in unserem Element – wir stolpern nur im Leben.« In diesem Haus wohnte bis zu ihrer Emigration CAROLA NEHER 3.11.1900 - 26.6.1942 Berühmt wurde die Schauspielerin 1929 als »Polly« in der »Dreigroschenoper« von Bertolt Brecht und als Stilikone ihrer Zeit. Weil sie der KPD nahestand, verließ sie Deutschland 1933. Im Moskauer Exil wurde sie 1937 in einem Schauprozess zu zehn Jahren Haft verurteilt. Sie starb im GULag. | Die Tafel ist in einem Edelstahlrahmen links an der Fassade befestigt. Ein Grußwort kam von Kulturstaatssekretär Torsten Wöhlert. Die Laudatio hielt Erdmut Wizisla, Leiter des Bertolt-Brecht-Archivs an der Akademie der Künste Berlin. Die Ansprache wurde abgedruckt im Mitgliederrundbrief Nr. 78 (Januar 2018) des Aktiven Museums. |